# FK Mughan
FK Mughan  este un club de fotbal din Salyan, Azerbaijan. Pe 31 octombrie 2007, FK NBC Salyan și-a schimbat denumirea în FK Mughan.

## Lotul actual de jucători (2009-2010)
Din 21 august, 2009.
| Nr. |                       | Poziție | Jucător          |
| --- | --------------------- | ------- | ---------------- |
| 1   | Bosnia și Herțegovina | P       | Edis Kurtović    |
| 2   | Azerbaidjan           | F       | Mikayil Rahimov  |
| 5   | Azerbaidjan           | F       | Novruz Mammedov  |
| 6   | Azerbaidjan           | M       | Tagim Novruzov   |
| 7   | Azerbaidjan           | M       | Elnur Abdullayev |
| 8   | Burkina Faso          | M       | Narcisse Yameogo |
| 9   | Bosnia și Herțegovina | M       | Adis Čulov       |
| 10  | Azerbaidjan           | A       | Arif Isayev      |
| 11  | Jamaica               | A       | Akeem Priestley  |
| 13  | Azerbaidjan           | M       | Emin Emiraslanov |
| 14  | Bosnia și Herțegovina | M       | Ekrem Hodžić     |

| Nr. |                       | Poziție | Jucător          |
| --- | --------------------- | ------- | ---------------- |
| 15  | Azerbaidjan           | M       | Elçin Xəlilov    |
| 16  | Azerbaidjan           | A       | Farrukh Ismailov |
| 17  | Azerbaidjan           | M       | Ravi Rahmanov    |
| 18  | Azerbaidjan           | F       | Ruslan Gafitulin |
| 19  | Azerbaidjan           | M       | Zaur Asadov      |
| 21  | Bosnia și Herțegovina | M       | Eldin Adilović   |
| 23  | Bosnia și Herțegovina | F       | Miloš Zečević    |
| 34  | Azerbaidjan           | F       | Javad Mirzayev   |
| 88  | Azerbaidjan           | P       | Kanan Bayramov   |